# Ercheia variegata
Ercheia variegata là một loài bướm đêm trong họ Noctuidae.